# Korlati
Korlati (en serbe cyrillique : Корлати) est un village de Bosnie-Herzégovine. Il est situé sur le territoire de la ville de Trebinje et dans la république serbe de Bosnie. Selon les premiers résultats du recensement bosnien de 2013, il ne compte aucun habitant.

## Géographie
Le village est entouré par les localités suivantes :
|    | Dodanovići       |         |
| Do | Korlati          | Dračevo |
|    | Dubljani Dračevo |         |

## Démographie

### Évolution historique de la population dans la localité
| 1948 | 1953 | 1961 | 1971 | 1981 | 1991 | 2013 |
| ---- | ---- | ---- | ---- | ---- | ---- | ---- |
| -    | -    | 47   | 12   | 0    | 0    | 0    |

|  |